# Pechpittel

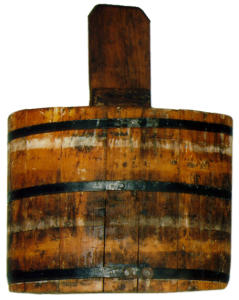
Pechpittel

Das Pechpittel ist ein Holzbutte, die von den Pechern verwendet wurde, um das Baumharz einzusammeln, das sich in den Pechhäferln gesammelt hat, und es zum Pechfass zu transportieren.
Ein Pechpittel wird ähnlich einem Fass aus von Metallringen zusammengehaltenen Dauben hergestellt. Es weist jedoch von oben gesehen keine runde, sondern eine stark ovale, flachgedrückte Form auf. Eine der Dauben ist nach oben hin hochgezogen und hat einen eingearbeiteten Griff. Dadurch war es möglich, das Pittel mit einer Hand zu halten und seitlich am Körper vorbeischwingend zu tragen. Die verlängerte Daube drückte dabei von innen gegen den Unterarm und verhinderte so, dass das Pittel nach innen schwang und an die Beine des Trägers stieß.
Ein Pittel fasste etwa 20 bis 25 kg Pech.